# SC Toulon
Sporting Club Toulon – francuski klub piłkarski grający obecnie w Championnat National, mający siedzibę w mieście Tulon. Domowe mecze rozgrywa na stadionie Stade Bon Rencontre, który może pomieścić 8 tysięcy widzów.

## Sukcesy
- Mistrzostwo Ligue 2: 1983
- Mistrzostwo Championnat National: 1996
- Półfinał Pucharu Francji: 1963, 1984
- Finału Pucharu Gambardella: 1966

## Historia
Sporting Club Toulon powstał w 1994 roku w wyniku fuzji dwóch innych klubów z tego miasta Sporting Club du Temple i Jeunesse Sportive Toulonnaise. Do najwyższej klasy rozgrywkowej we Francji klub ten awansował w 1959 roku zajmując w drugiej lidze trzecie miejsce. Toulon nigdy nie zdobył Pucharu Francji, ale dwukrotnie dotarł do półfinału w latach 1963 i 1984.
Po problemach finansowych, które dotknęły klub w sezonie 1998/1999, Toulonowi zmieniono status na klub amatorski, zdegradowano o trzy klasy niżej oraz zmieniono nazwę na „Sporting Toulon Var”. Zespół ten w ciągu 4 lat awansował do Championnat National, ale w 2007 roku spadł do CFA. W 2011 roku klub został zdegradowany do szóstej ligi. W 2014 roku awansował do piątej ligi.
W 2016 roku ogłoszono fuzję z SC Toulon-Le Las z CFA, a klub przyjął historyczną nazwę Sporting Club Toulon. W 2019 roku awansował do Championnat National.

### Piłkarze w historii klubu
- Luc Borrelli
- Rolland Courbis
- David Ginola
- Antoine Kombouaré
- Sébastien Squillaci
- Jean Tigana
- Joseph-Antoine Bell
- Cyrille Makanaky
- Jacques Songo’o
- Kaba Diawara
- Peter Bosz
- Victor Agali
- Andrzej Jarosik
- Leongino Unzain